# Альбер Батте
Альбер Батте (фр. Albert Batteux; нар. 2 липня 1917, Реймс, Франція — пом. 28 лютого 2003, Мейлан, Швейцарія) — французький футболіст та тренер, виступав на позиції півзахисника.

## Життєпис

### Гравець «Реймсу» (1937—1950)

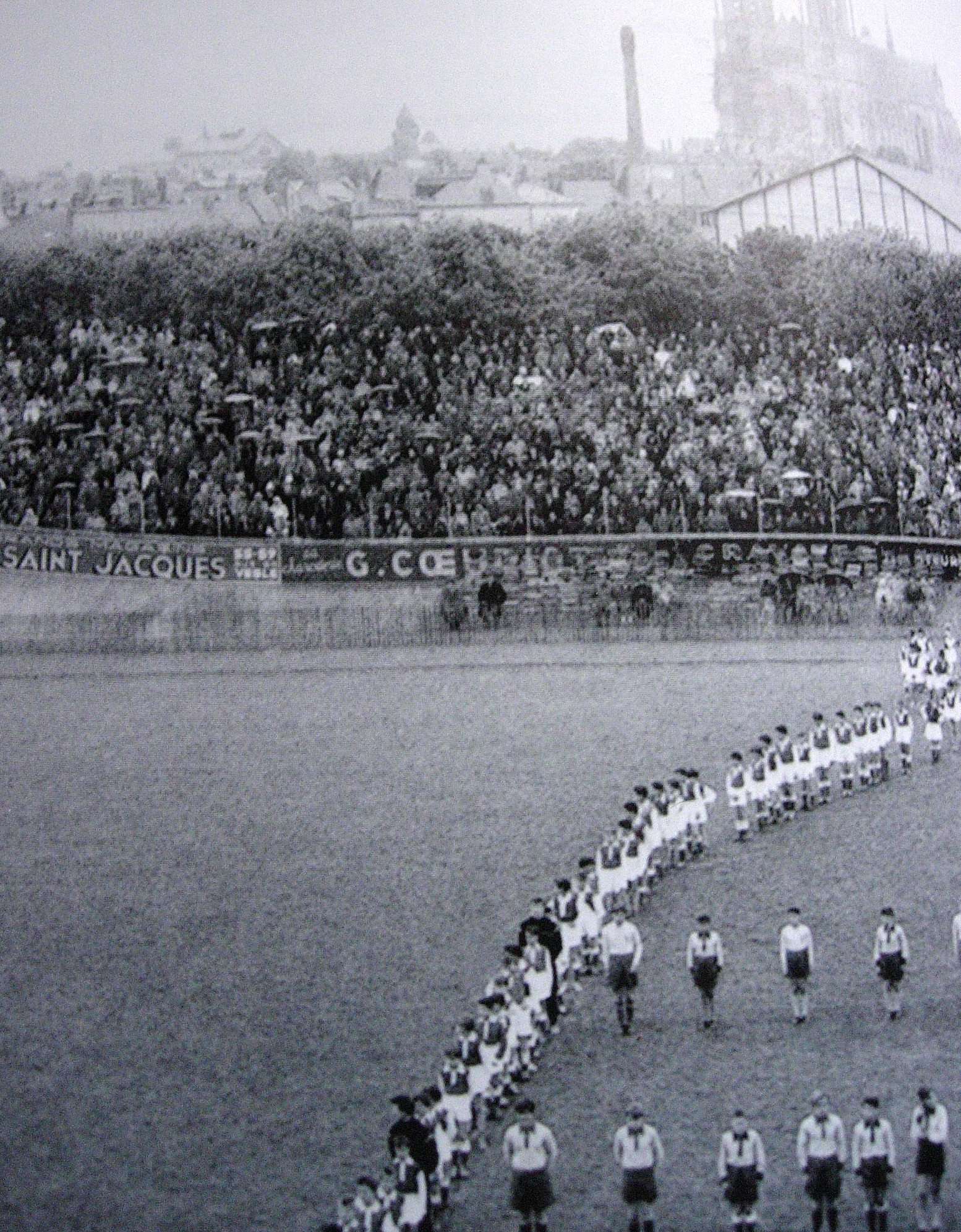
До початку Другої світової війни, Батте та його команда грали на муніципальному велодромі в Реймсі

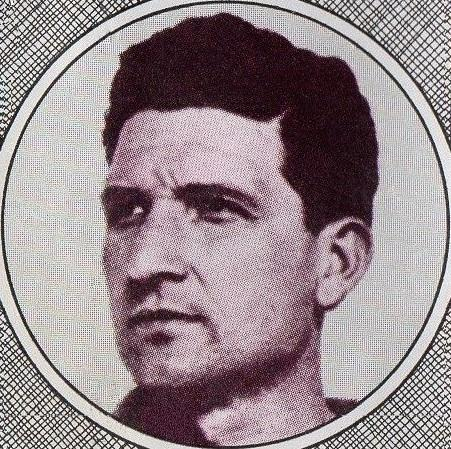
Фото Батто як гравця «Реймсу».

Народився по завершенні Першої світової війни в родині ремонтника залізниці, виріс у сім'ї з 14-и дітей. Футболом розпочав займатися в скромному «Енержі» (Реймс), проте вже в 1937 році переходить до «Реймсу». У 18-річному віці завдяки глибоким пізнанням з футболу отримав від однолітків прізвисько «Беберт-наука». Завдяки неабиякому таланту став професіональним футболістом, а не залізничником (як його батько). Виступав спочатку на позиції нападника, потім відтягнутого форварда. На заваді футбольній кар'єрі Альбера стала Друга світова війна. У 1937 році дебютував у Другому дивізіоні. Наступного року команда продемонструвала свій найкращий результат — посіла 6-е місце в Другому дивізіоні та дійшла до 1/4 фіналу кубку Франції, де поступилася «Сент-Етьєну» (одній з найкращих футбольних команд країни).
Під час конфлікту «Реймс» адміністративно приєднався до північної групи Першого дивізіону і фінішував 3-м з 10-и команд-учасниць (те змагання так і не завершилося). Під Другої світової війни Реймс потрапив до окупованої частини Франції й брав участь в чемпіонаті цієї території. У 1941 році фінішував четвертим (з 7-и команд-учасниць), а в 1942 році виграв свою групу. Наступного року «Реймс» фінішував 5-м у Північній групі, яка об'єднувала представників «заборонених» та «окупованих» територій. Упродовж сезону 1943/44 років у Франції мали право грати виключно «федеральні команди», створені державною адміністрацією, гравцям яких платила держава. Батте потрапив до федеральної команди «Реймс-Шампань», яка об'єднала «Реймс», «Седан-Торсі» та «Труа», під керівництвом Анрі Жермена. Ця команда поступилася у фіналі кубку Франції та фінішувала в середині турнірної таблиці об'єднаного чемпіонату. Проте експеримент зі створенням об'єднаних клубів не виправдав очікувань й починаючи з сезону 1944/45 років клуби знову стали самостійними — «Реймс» фінішував 4-м у групі «Північ».
По завершенні війни клуб продовжив виступи у Вищому дивізіоні й постійно фінішував на вершині турнірної таблиці. Проте протягом перших повоєнних років він жодного розу не піднімався вище 4-ї сходинки. Провідний нападник «стад» П'єром Сінібальді не зміг завадити «Рубе-Туркуену» виграти Лігу 1 1947 року. Зрештою, через два роки «Реймс» зумів завоювати свій перший чемпіонський титул, це стало можливим завдяки вдалій другій частині, в якій команда виграла 12 з останніх 14-и матчів.

«Стад» отримав запрошення для участі в першому розіграші Латинського кубку, в якому до Іспанії прибули, окрім господарів, найсильніші італійські, португальські та французькі клуби, які грали за системою плей-оф. Переможцем першого розіграшу стала «Барселона». Наступного сезону захистити чемпіонський титул «Реймсу» не вдалося, проте команда завоювала кубок Франції, обігравши в фіналі паризький «Расінг» (2:0). У 1950 році головний тренер команди Анрі Руссле подає у відставку. Клуб очолив тандем спортивного директора Анрі Жермена та президента Віктора Канарда, й не порадившись з Батте призначили його наступним головним тренером. Після цього Альбер поєднував в команді функції гравця та головного тренера. У 1952 році Батте отримав важку травму, через яку змушений був завершити кар'єру гравця. У 31-річному віці сконцентрувався на тренерській роботі. Сам Альбер згодом так висловився щодо тієї ситуації:
|  | Ця травма, яка скоротила мою ігрову кар'єру, стала кроком до тренерської кар’єри |

.

### Гравець збірної (1948—1949)
З 1948 по 1949 рік Албер Батте зіграв усі свої матчі в футболці національної збірної Франції. Нападник «Реймсу» дебютував за збірну 6 червня 1948 року в поєдинку Бельгія-Франція, програному французами з рахунком 2:4. У футболці збірної зіграв 8 матчів, у чотирьох останніх з яких — виводив команду на поле з капітанською пов'язкою. Єдиним голом у складі «триколірних» відзначився 12 червня 1948 року в Празі, у товариському матчі проти Чехословаччини.

### Тренер «Реймсу» (1950—1963)

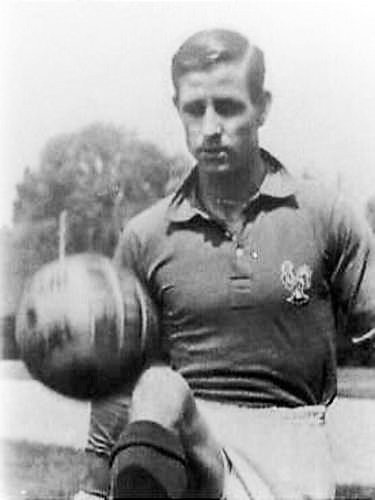
Батто скористався появою Раймона Копа, якого він запросив до «Реймсу».

Роки роботи Альбера Батте на тренерському містку «Реймса» відкривають найяскравішу сторінку в історії клубу та одну з найяскравіших сторінок в чемпіонаті Франції.
У своєму дебютному сезоні на тренерському містку привів команду до 4-о місця у французькому чемпіонаті. У квітні 1951 року під час товариського матчу між «Анже» та «Реймсом» (4:4) Батте помічає Раймона Копа. Альберу довелося провести важкі переговори з президентом клубу, щоб переконати того заплатити величезну суму відступних за гравця, які вимагав «Анже» · . Щоб компенсувати відсутність П'єра Сінібальді, Батто спершу планує вмовити свого гравця, який завершив кар'єру зіграти декілька матчів, проте зрештою вирішує довіритися молодому Копа й надає йому місце у стартовому складі. Незважаючи на появу нового нападника, «Реймс» фінішував у новому чемпіонаті на 4-у місці.
У сезоні 1952/53 років, з приходом Леона Гловацького, Раймон Копа перейшов на позицію центрального форварда, граючи трохи нижче, ніж Гловацький та Брем Апель, які ділили між собою місце «чистого» нападника. Робота Батто принесла свої плоди, по завершенні сезону «Реймс» стає чемпіоном Франції. Того сезону команда продемонструвала як найкращу атаку в чемпіонаті, так і найнадійнішу оборону. Французи кваліфікувалися для участі до Латинського кубку, де спочатку обіграли «Валенсію», а потім «Мілан» (3:0, дубль Копи), перервавши епоху Гре-Но-Лі. За підсумками сезону 1953/54 років «Реймс» фінішував у національному чемпіонаті другим, поступившись «Ліллю», проте «Стад» тріумфував у кубку Шарля Драго, а наступного сезону втретє в клубній історії виграв французький чемпіонат. У півфіналі Латинського кубку, який відбувся на «Парк де Пренс» у Парижі, «Реймс» обіграв «Мілан» завдяки золотому голу на 138-й хвилині (3:2). Проте у фіналі поступилися «Реал Мадриду». У той же час вони впевнено перемагають у першому розіграші Суперкубку Франції «Лілль». У 1955 році Батте отримує пропозицію очолити національну збірну Франції, фахівець погоджується на неї за умови можливості паралельно з цим працювати в клубі.
У 1955 році було засновано Кубок європейських чемпіонів, в якому виступають переможці національних чемпіонатів. «Червоно-білі» концентрують свої зусилля на цьому змаганні, про що свідчить їх десяте місце в національному чемпіонаті. «Реймс» почергово обігрує данський «Орхус», угорський Будапешті Ворош Лобого та шотландський «Гіберніан», після чого вийшли до фіналу, де їх суперником став «Реал Мадрид». Епічний матч на «Парк де Пренс», де іспанці виграли з рахунком 4:3, розпочинався досить вдало для французів, вони двічі вели в рахунку (2:0 та 3:2). Після цього матчу Раймон Копа залишає «Реймс» та переходить до Мадриду, сума відступних склала 52 мільйони франків.

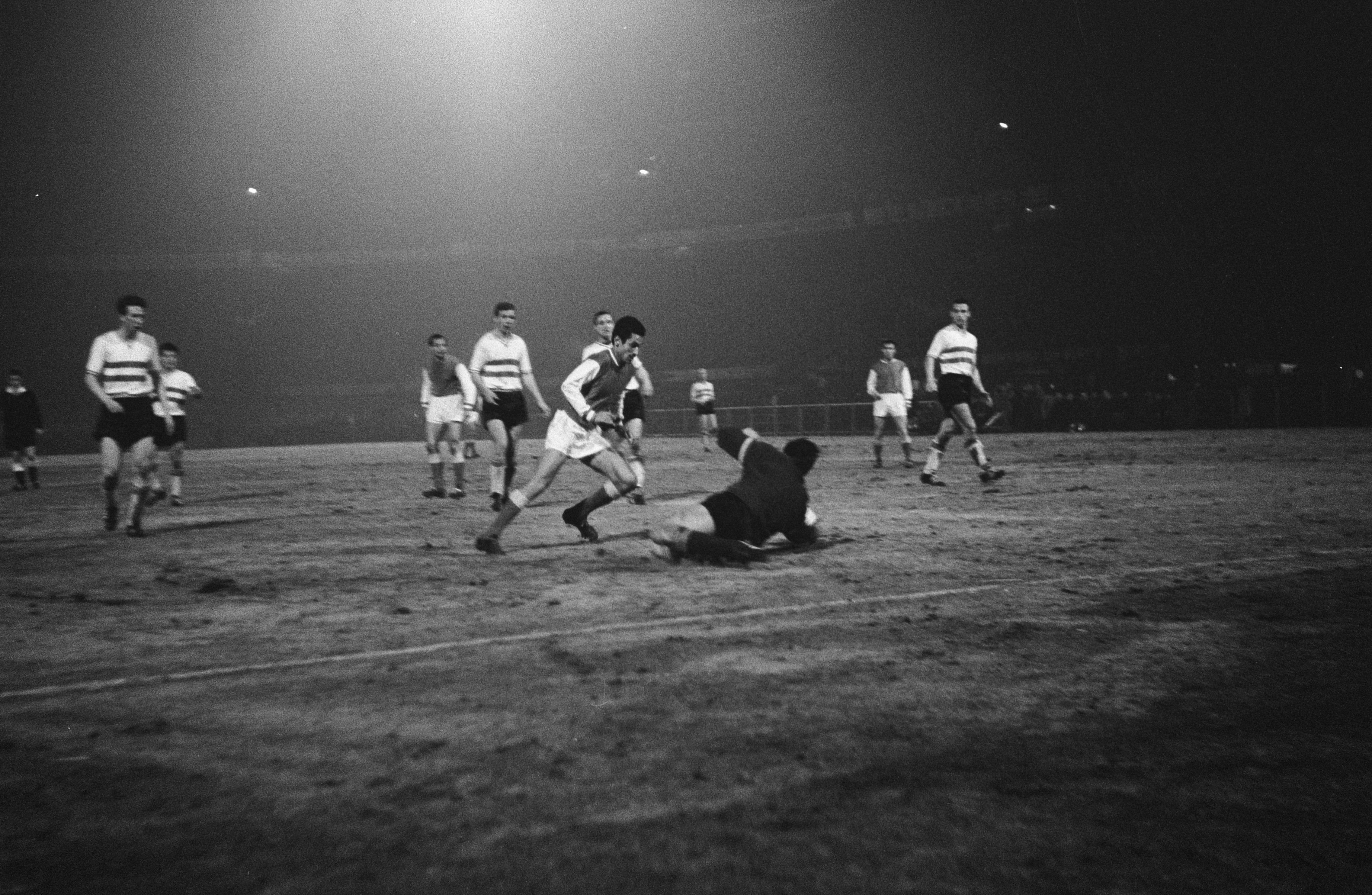
Чвертьфінальний поєдинок проти роттердамського «Феєнорду», березень 1963 року (1:1).

У лютому 1957 року «Реймс» зрештою фінішував у чемпіонаті на 3-му місці, завдяки 30 забитим голам колишнього гравця «Ніцци»: Жуста Фонтена. Останній поліпшив свій доробок у наступному сезоні, відзначившись 34-а голами в 34 матчах. Багато в чому завдяки його зусиллям червоно-білі оформили «золотий дубль», вигравши національний чемпіонат та кубок Франції. Таким чином, «Реймс» знову грав у Кубку чемпіонів сповнений амбіціями. Після перемог над льєжським «Стандардом» та «Янг Бойз», «Реймс» виходить до фіналу, де має зустрітися з триразовим переможцем турніру «Реал Мадрид». Цього разу Раймон Копа грав за команду суперників. Мадридці знову виходять переможцями. Проте вже наступного сезону до команди повертається Раймон Копа.
У 1960 та 1962 роках «Реймс» знову виграє чемпіонат Франції. По завершенні сезону Жуст Фонтен завершив футбольну кар'єру, а «Реймс» наступного сезону фінішував на 2-у місці в чемпіонаті Франції. Невтішні результати в Кубку європейських чемпіонів (поразка у другому раунді в 1960/61 роках від англійського «Бернлі», а також у чвертьфіналі через два роки від «Феєнорда») й відстороненість Альбера від президента клубу Анрі Жермена, який став єдиним власником після відходу Вінсента Канари в 1953 році, привели до того, що наприкінці сезону 1962/63 років контракт з Батте продовжено не було, офіційна версія — через фінансові причини. Після відходу цього харизматичного тренера підходить до завершення й найяскравіша епоха в історії «Реймсу». Новим грандом французького футболу стає «Сент-Етьєн», який Альбер Батте очолив у 1967 році.

### Робота у збірній Франції (1955—1962)
Перш ніж очолити національну збірну Франції, Батте очолював інші місцеві збірні у наступних матчах: у листопаді 1951 року Саар — Франція Б (0:1), у травні 1952 року Франція (мол.) — Англія (мол.) (7:1) та у грудні 1953 року Франція (мол.) — Люксембург: 8-0. В останньому поєдинку Франція перемогла з рахунком 6:1. Повернувшись Батте запрошує виступати гравців, які грали разом з Жустом Фонтеном. «Блакитні» виграють з рахунком 8:0, а Фонтен у своєму дебютному матчі відзначається 3-а голами.
Після невдалого чемпіонату світу 1954 року Альберт Батте був призначений головним тренером, при цьому він залишався ще й головним тренером «Реймсу» після відставки Жюля Біжо. Його дебютний поєдинок — проти Іспанії. У день зустрічі колишній тренер збірної Габріель Ано у колонці L'Équipe написав, що «поразка з різницею в чотири м'ячі буде нормальною, а перемога неможливою». Початок матчу йшов за песимістичним сценарієм Ано — Гаінса відзначився голом у складі збірної Іспанії. Франції не вистачає творчості та натхнення в атаці. Допоки Батте не випустив Раймона Копа. Вийшовши на правий фланг, гравець «Реймсу» розташувався на вістрі, а потім почав вести гру самостійно, як справжній лідер. Копа забезпечив Франції перемогу, відзначившись двома голами (плюс скасований «чистий м'яч» через офсайд), згодом гравець зазначив «Думаю, це був найкращий матч в моїй кар'єрі за збірну Франції».
На чемпіонаті світу 1958 року, у той час, коли «блакитні» були другорядною збірною порівняно з їхніми англійськими, бельгійськими та німецькими сусідами, Батте виводить французів до півфіналу. Збірна Франції показала найкращий результат, посівши на турнірі підсумкове 3-є місце. Жюст Фонтен відзначився 13-а з 23-х голів французької збірної. Цей шлях розпочався з перемоги з рахунком 7:3 над Парагваєм (по ходу матчу французи поступалися з рахунком 2:3). 11 червня «блакитні» поступилися (2:3) Югославії, але стали переможцями 2-ї групи після перемоги над Шотландією (2:1). У 1/4 фіналу «триколірні» обіграли Північну Ірландію (4:0). У півфіналі, який зіграли 24 червня у Стокгольмі, Франція стикається з Бразилією Пеле, проте програє з рахунком 2:5, при цьому важку травму отримав центральний захисник Жонке. Однак Франція завоювала бронзові медалі завдяки перемозі (6:3) над збірною ФРН (в тому числі й завдяки 4-м голам Жюста Фонтена). Збірна Франції також продемонструвала найкращу результативність атакувальної лінії на турнірі.

## Титули і досягнення
Гравець
- Чемпіон Франції (1):

«Реймс»: 1948-1949
- Володар Кубка Франції (1):

«Реймс»: 1949-1950
Тренер
- Чемпіон Франції (8):

«Реймс»: 1952-1953, 1954-1955, 1957-1958, 1959-1960, 1961-1962
«Сент-Етьєн»: 1967-1968, 1968-1969, 1969-1970
- Володар Кубка Франції (3):

«Реймс»: 1957-1958
«Сент-Етьєн»: 1967-1968, 1969-1970
- Володар Суперкубка Франції (5):

«Реймс»:  1955, 1958, 1960
«Сент-Етьєн»: 1968, 1969
- Володар Латинського кубка (1):

«Реймс»: 1953
- Бронзовий призер чемпіонату світу: 1958